# Dalton Gymnasium Alsdorf
Das Dalton Gymnasium Alsdorf ist ein Gymnasium im nordrhein-westfälischen Alsdorf. An der Schule unterrichten rund 60 Lehrer; Schulleiter ist Martin Wüller. Seit dem Schuljahr 2017/18 ist die Schule im Kultur- und Bildungszentrum (KuBiZ) Alsdorf-Mitte ansässig.

## Geschichte
Gegründet wurde die Schule 1914 als „Höhere Schule“ im damaligen Casino an der Rathausstraße. Kurz darauf wechselte der Standort ins Lazarettgebäude „An der Mariensäule“. Doch durch den Ersten Weltkrieg musste die Schule den Standort erneut wechseln, da das Gebäude zur Behandlung verletzter Soldaten benötigt wurde. Als neuer Standort diente die alte Polizeiwache an der Cäcilienstraße. Im Jahr 1921 gab es den ersten Entlassjahrgang, dessen Abschluss aus heutiger Sicht dem der „Mittleren Reife“ gleichkommt. Ab 1924 durfte sich die Schule offiziell als Gymnasium betiteln. Einen weiteren Umzug gab es 1930, nämlich in die alte Brotfabrik an der Rathausstraße. Dort blieb die Schule bis 1961. Es folgte der Umzug in das neu errichtete Gebäude an der Theodor-Seipp-Straße in Ofden. Dieser Standort diente der Schule schließlich gut 56 Jahre. Seit dem Schuljahr 2017/2018 befindet sich die Schule, an ihrem nun insgesamt sechsten Standort, dem Johannes Rau Kultur- und Bildungszentrum auf dem ehemaligen Grubengelände der Grube Anna. Einer der bekanntesten Absolventen ist der ehemalige DFB-Präsident Egidius Braun.

## Pädagogisches Konzept
Die Schule wendet die von Helen Parkhurst entwickelte Dalton-Pädagogik an. Alle Schüler lernen täglich zwei bis drei Stunden selbstständig, und die Oberstufenschüler können selbst entscheiden, wann sie ihren Schultag beginnen. Durch diese von den Medien als „Gleitzeitmodell“ bezeichnete Regelung erlangte die Schule im Frühjahr 2016 bundesweite Bekanntheit.
Zur Anwendung kommt auch das Lehrerraumkonzept, d. h. nicht die Klassen, sondern die Lehrer haben feste Räumlichkeiten.

## Auszeichnungen
Für die Anwendung des Dalton-Modells wurde das Gymnasium Alsdorf 2013 mit dem von der Robert-Bosch-Stiftung vergebenen Deutschen Schulpreis ausgezeichnet. Die Schule ist außerdem eine Referenzschule im Netzwerk Zukunftsschulen NRW.

## Die Gardeströpp
Die Gardestöpp ist eine Karnevalssitzung, die eigens von der Schulgemeinde gestaltet und erstmals 1970 aufgeführt wurde. Dabei übernimmt die Prinzengarde der Stadt Alsdorf seit 1971 die Patenschaft für die Sitzungen. Anfangs wurden noch zwei Sitzungen pro Jahr abgehalten, was mittlerweile auf eine Veranstaltung pro Jahr reduziert wurde. Von 1970 bis 2003 fanden die Gardeströppsitzungen in der Aula des Gymnasiums in Alsdorf-Ofden statt, seit 2004 in der Stadthalle Alsdorf. Im Wesentlichen besteht die Gardeströpp aus Auftritten und Choreographien von Schülern und Lehrern, wobei der Schulalltag, und manchmal auch Missstände, ulkig vorgetragen wird. Im Zuge der Patenschaft tritt ebenfalls das aktuelle Prinzenpaar mit seiner Garde auf, was einer der Höhepunkte der Sitzungen ist. Dieser erlässt den Schülern traditionell am darauffolgenden Tag, Fettdonnerstag, die erste Unterrichtsstunde. Das Finale, so hat es sich über die Jahre ergeben, bestreitet der jeweilige Abiturjahrgang (Jahrgangsstufe Q2), welche nach Karneval in die Abiturvorbereitungen übergehen.

## Schülervertretung
Die Schülervertretung (SV) ist ein aus engagierten Schülern bestehendes Gremium, welches die gesamte Schülerschaft des Gymnasiums der Stadt Alsdorf vertritt. Die SV setzt sich schulpolitisch ein, veranstaltet Workshops, Aktionen, Events und hilft, wenn es vonnöten ist. Außerdem vertritt diese die Schüler in der sogenannten Schulkonferenz, wo Entscheidungen des grundlegenden Schulalltags getroffen werden. Die Schülervertretung des Gymnasiums der Stadt Alsdorf wurde auf Grund ihrer Leistung mehrmals zu einer der besten SVen Aachens gewählt.

## Gymnasiumstandort Ofden
Das ehemalige Gebäude an der Theodor-Seipp-Straße 1 in Alsdorf-Ofden war der Erste, eigens für die Schule errichtete Standort. Grundsteinlegung war am 30. April 1959 und eingeweiht wurde es 1961. Aufgrund stetig steigender Anzahl an Schülern, wurde 1962/63 ein kleinerer und 1973/74 ein größerer Anbau hinzugefügt. Ab 1968 nannte es sich „Neusprachliches und Mathematisch-Naturwissenschaftliches Gymnasium Alsdorf“. Im Zuge der Reformen für die Oberstufe erreichte die Schulgemeinschaft um 1974 einen Höchststand von über 1100 Schülern. In der Konsequenz wurden auf der Fläche, die zuletzt als Parkplatz diente, Klassenpavillons errichtet. Seit dem 1. Januar 1974 ist die Schule aus der Trägerschaft des Landes NRW in die Stadt übergegangen, weshalb es ab diesem Zeitpunkt den heute noch verwendeten Namen „Gymnasium der Stadt Alsdorf“ erhielt. Mit knapp 56 Jahren ist es der am längsten währende Standort des Gymnasiums. Von 1961 bis 2017 machten um die 3000 Schüler ihr Abitur am „Ofdener Gymnasium“.
Von November 2017 bis Mai 2018 wurde das Gebäude entkernt und abgerissen. Dabei dient der Schutt, in zerkleinerter Form, als Grundlage für das dort neu entstehende Wohngebiet.

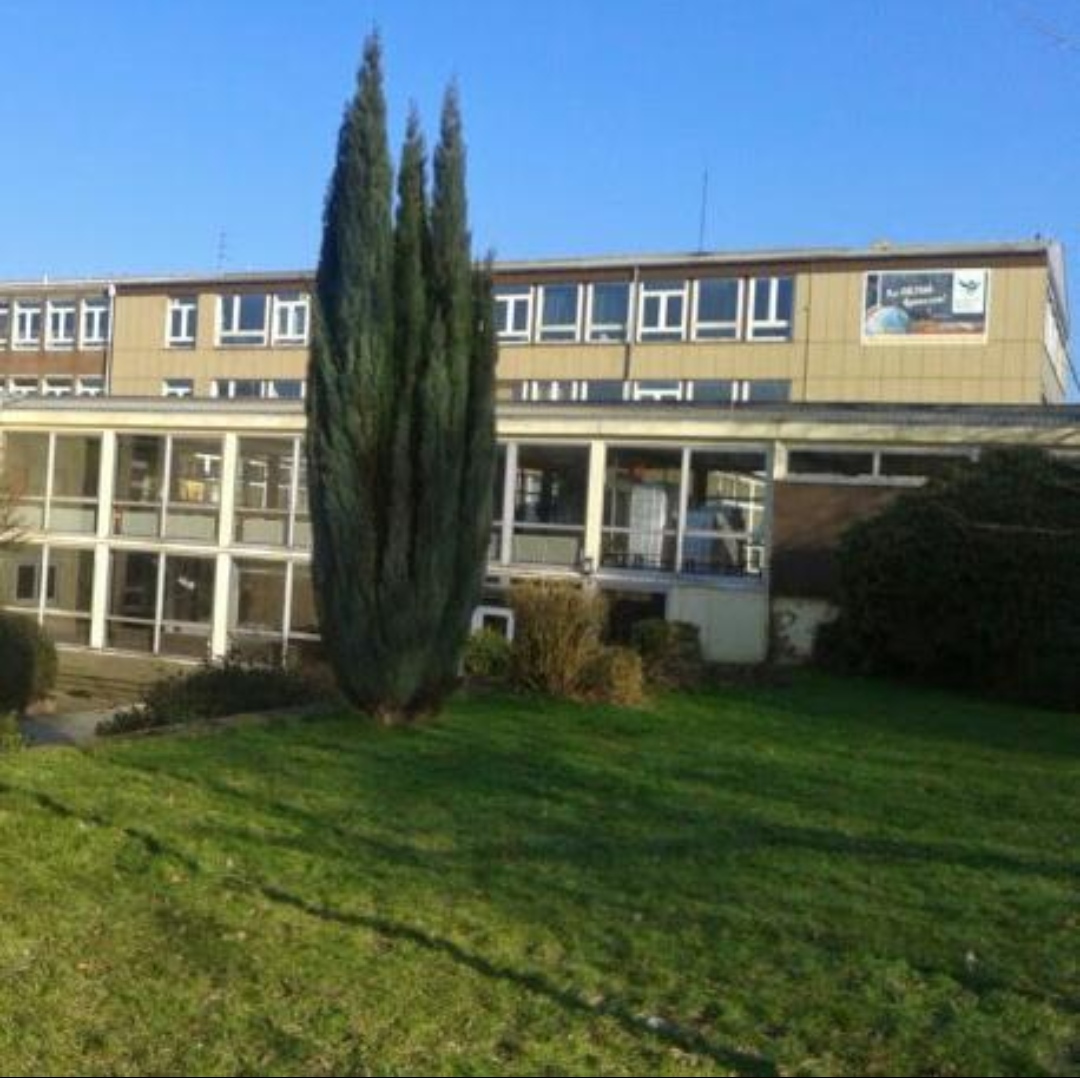
Alter Gymnasiumstandort in Alsdorf-Ofden
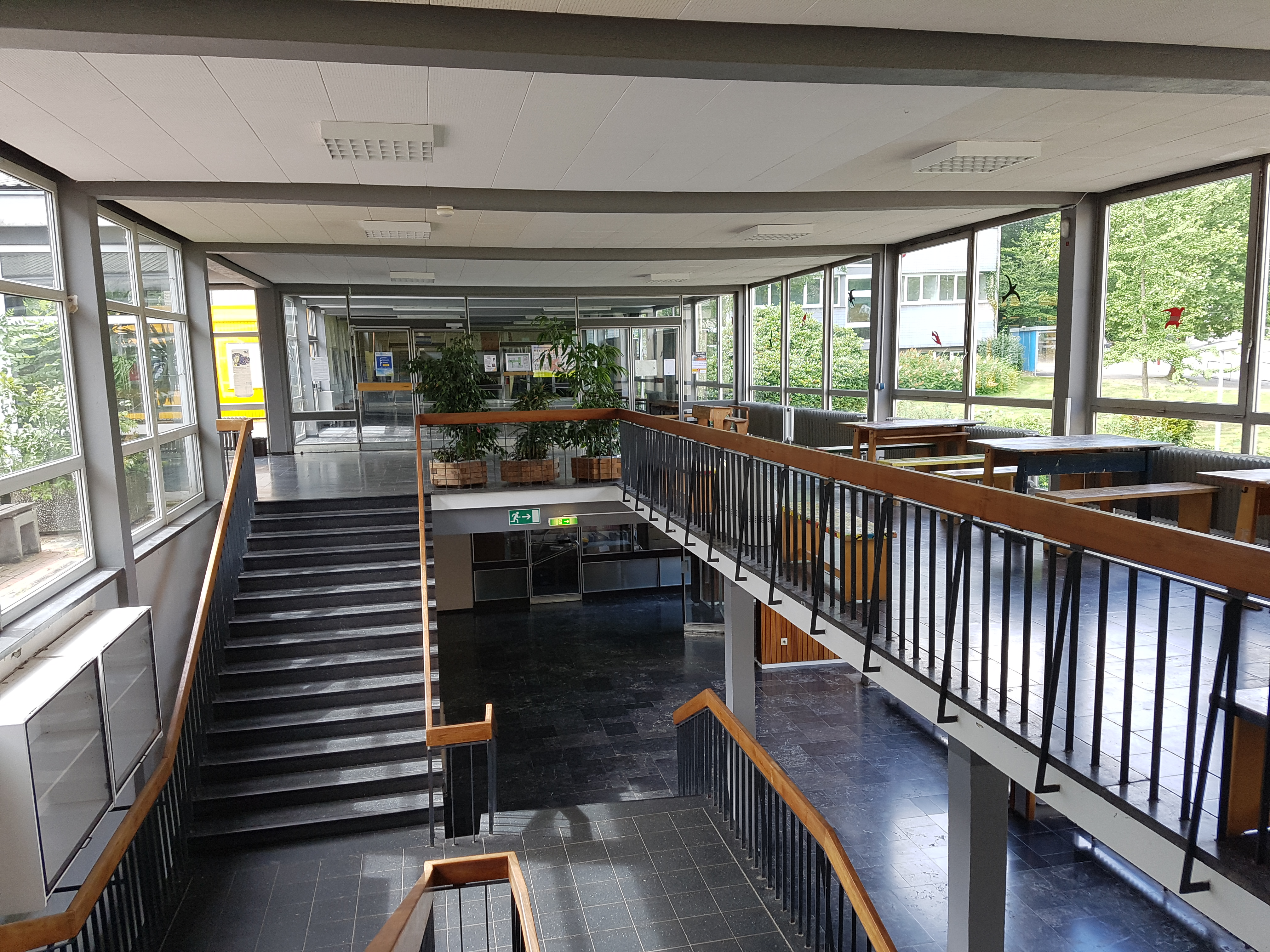
Eingangsbereich des alten Gymnasiums
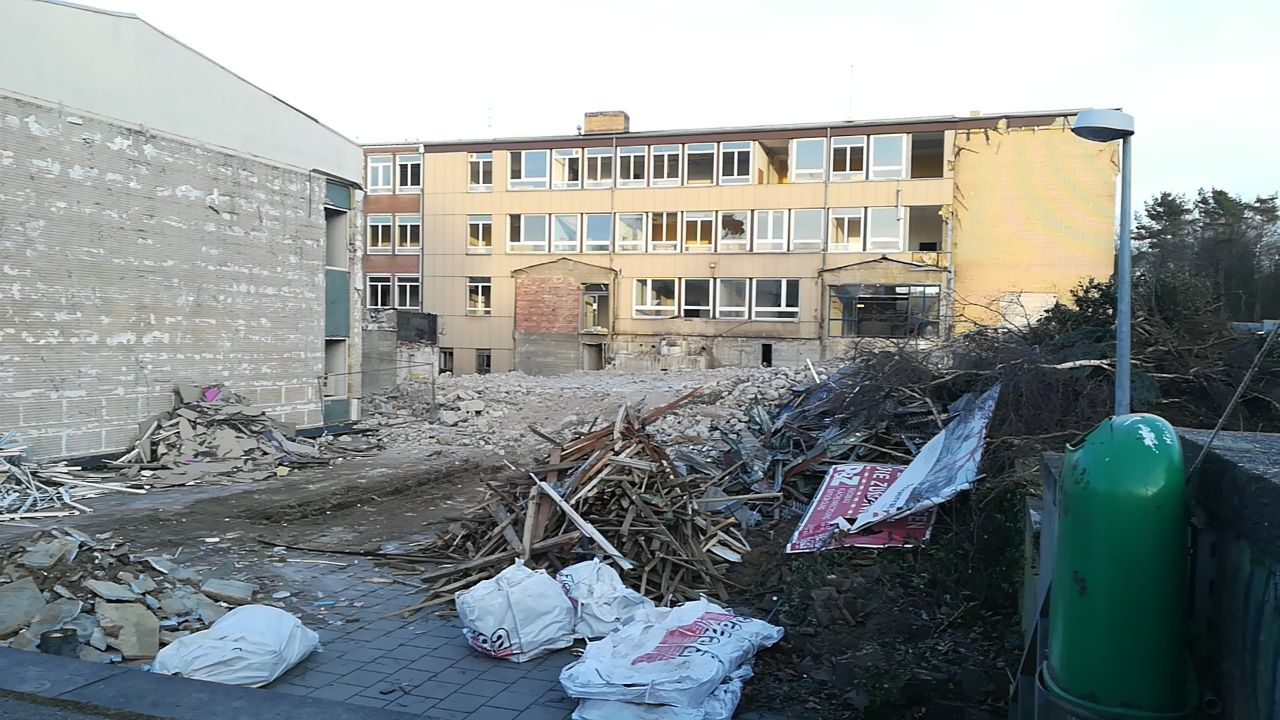
Abrissarbeiten am alten Gymnasium

## Kultur- und Bildungszentrum (KuBiZ)
Zu Beginn des Schuljahres 2017/2018 bezog das Gymnasium die neuen Räumlichkeiten an der Konrad-Adenauer-Allee. Das Gebäude teilt es sich mit der ebenfalls aus Ofden umgezogenen Realschule Alsdorf und weiteren kleineren Vereinen. Der neue Gebäudekomplex besteht zum einen aus dem neu gebauten Hauptgebäude, welches auf drei Etagen die meisten Klassenräume, die Schulverwaltung und im Untergeschoss die Turnhallen beherbergt. Das Nebengebäude war ursprünglich ein altes Gebäude der damals auf gleichen Grund ansässigen Grube Anna. Es handelt sich hierbei um die ehemalige Kraftzentrale, auch Langhaus genannt. Es wurde für den Schulbetrieb saniert und umgebaut. In diesem Teil des KuBiZ befinden sich die Musikräume, weitere Klassenräume sowie ein Forum und eine Stadtteilrestaurant, welches nicht nur Schülern, sondern auch Bürgern offensteht.

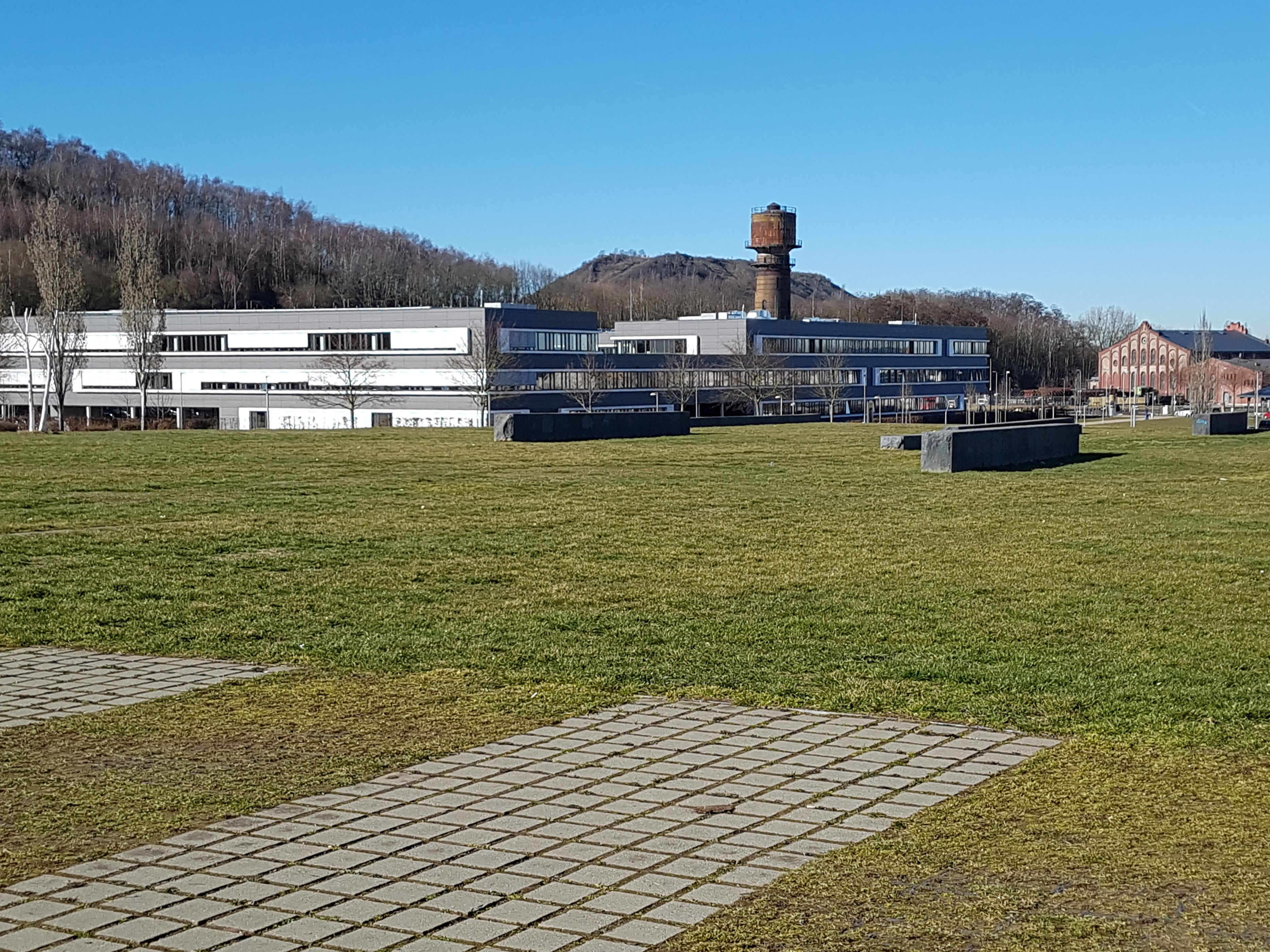
Johannes Rau Kultur- und Bildungszentrum (KuBiZ) – Linke Gebäudehälfte: Realschule Alsdorf, rechte Gebäudehälfte: Gymnasium Alsdorf
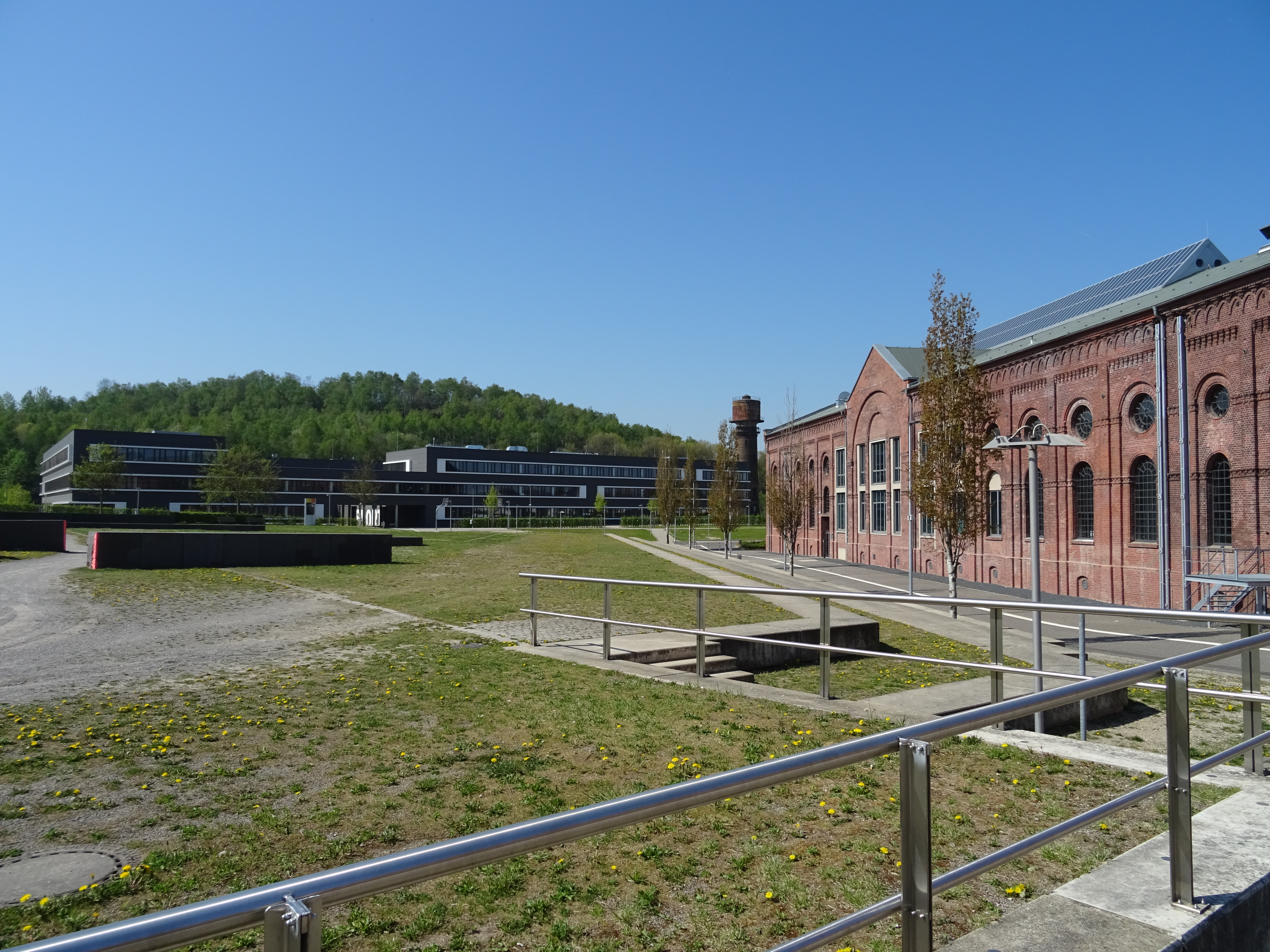
Johannes Rau Kultur- und Bildungszentrum (KuBiZ)
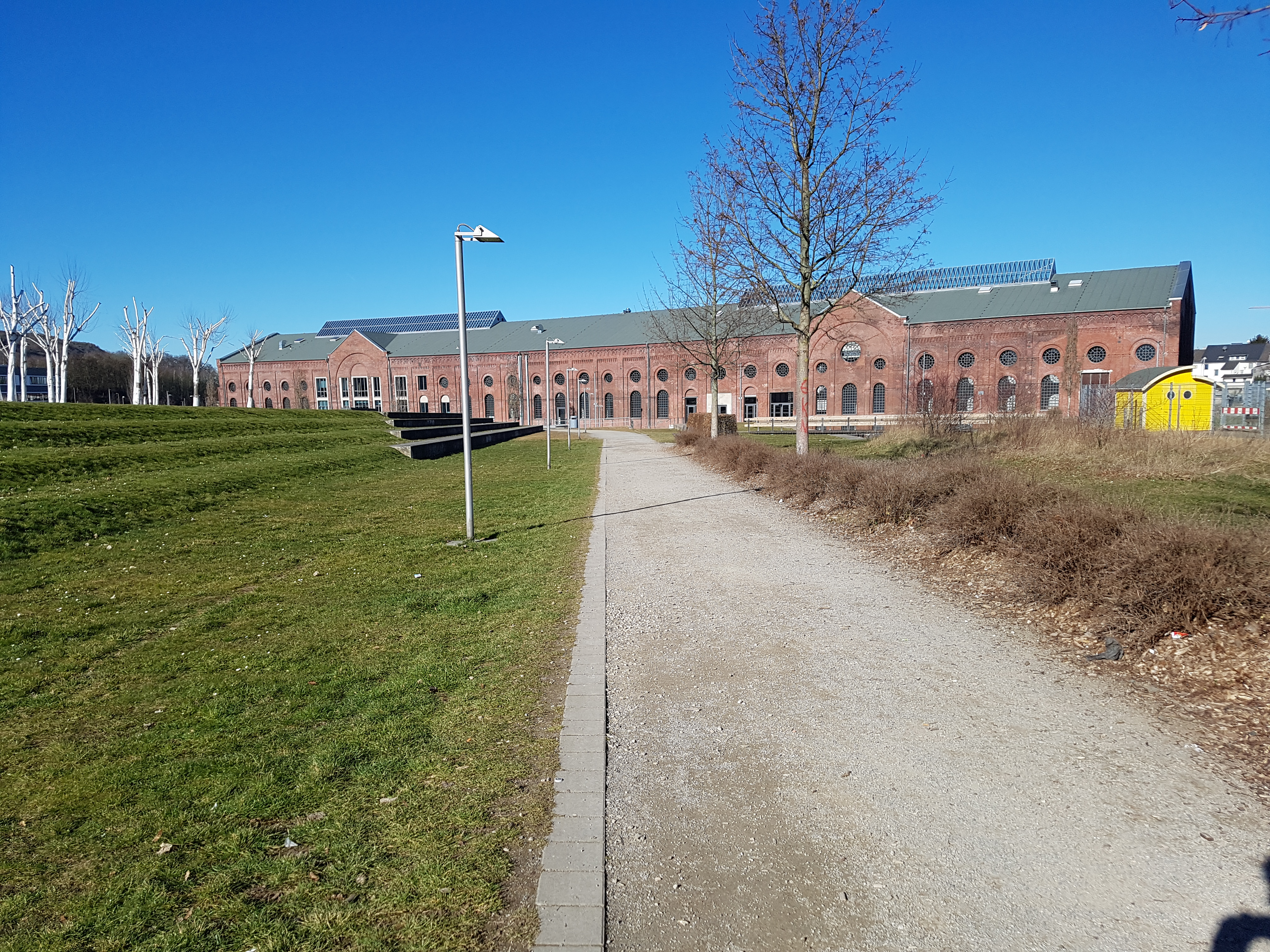
Nebengebäude des KuBiZ, das Langhaus, ehemals Kraftzentrale der Grube Anna
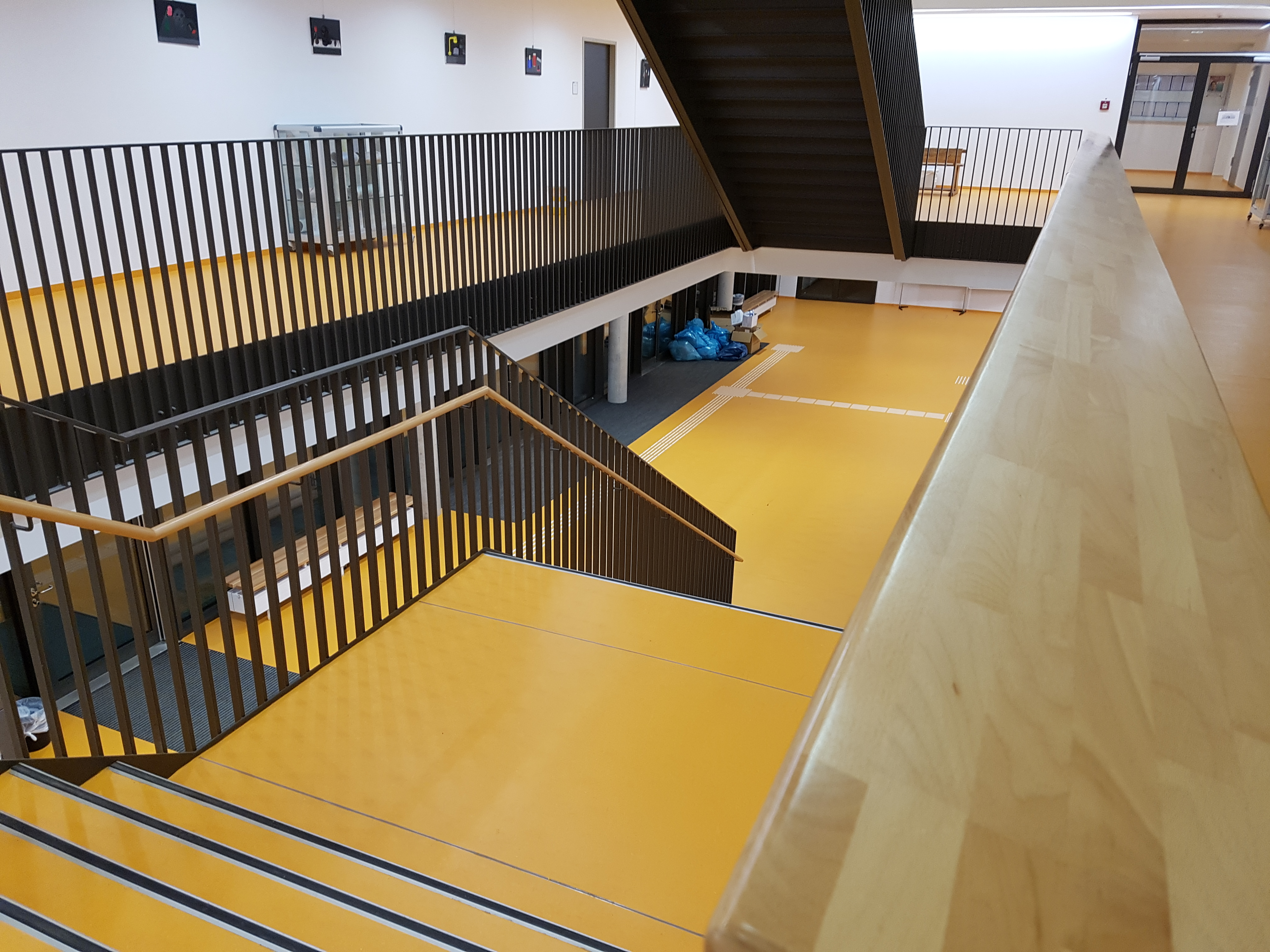
Eingangsbereich im KuBiZ